# Rodrigo Possebon
Rodrigo Perreira Possebon, né le 13 février 1989 à Sapucaia do Sul, Rio Grande do Sul, est un footballeur italo-brésilien.

## Biographie
Rodrigo Possebon a commencé sa carrière à l'Internacional. Il y fera deux saisons et sera repéré par un recruteur de Manchester United, John Calvert-Toulmin, venu initialement voir les jumeaux brésiliens Da Silva, puis sera engagé en janvier 2008. Il y effectuera son premier match contre Newcastle United le 17 août 2008.
À la suite d'un violent tacle il sera blessé pendant un mois et ne fera son retour qu'en octobre 2008 dans un match de réserve. Le 3 juillet 2009, Manchester United annonce qu'il sera prêté pour la totalité de la saison 2009-2010 au Sporting Braga évoluant en D1 portugaise.
Il est transféré à Santos pour un contrat de quatre ans en août 2010 et quitte donc Manchester United.

## Palmarès
- Community Shield : 2008
- Championnat d'Angleterre de football : 2008 et 2009